# Mieke Van Hecke
Maria (Mieke) Jozef Dorothea Van Hecke (Gent, 25 maart 1947) is een Belgisch bestuurster en voormalig politica voor de CVP en diens opvolger CD&V. Van 2004 tot 2014 was ze directeur-generaal van het Katholiek Onderwijs Vlaanderen.

## Levensloop
Mieke Van Hecke groeide op in de Gentse Bloemekenswijk. Ze volgde les aan het Sint-Bavohumaniora van onder meer politica Monica Van Kerrebroeck. Aan de Rijksuniversiteit Gent behaalde ze een kandidatuur in de letteren en wijsbegeerte, een licentiaat in de criminologie en een doctoraat in de rechten. Van 1969 tot 1975 was ze als assistente aan de Gentse universiteit verbonden en van 1969 tot 1985 ook advocaat aan de balie van Gent. Ook was ze van 1979 tot 1985 deeltijds docent aan de Vormingsleergangen Opvoeders in Dienstverband en de Katholieke Sociale Hogeschool in Gent.

### Van Lochristi naar het Vlaams Parlement
In haar gemeente Lochristi was ze voor de CVP en daarna de CD&V lokaal actief in de politiek, van 1983 tot 1984 als OCMW-raadslid, van 1984 tot 2004 als gemeenteraadslid en van 1989 tot 2000 als schepen, onder andere voor Cultuur, Onderwijs en Verkeer.
Bij de eerste rechtstreekse verkiezingen voor het Vlaams Parlement van 21 mei 1995 werd ze verkozen in de kieskring Gent-Eeklo. Ook na de volgende Vlaamse verkiezingen van 13 juni 1999 bleef ze Vlaams volksvertegenwoordiger tot juni 2004. In het Vlaams Parlement was ze vast lid van de commissie Cultuur, Sport en Media en Institutionele en de commissie Bestuurlijke Hervorming en Ambtenarenzaken, waarvan ze van 2001 tot 2004 secretaris was, en plaatsvervanger in de commissie Onderwijs, Vorming en Wetenschapsbeleid. Van 2001 tot 2004 was ze tevens lid van de Interparlementaire Commissie voor de Nederlandse Taalunie.

### Vlaams Secretariaat van het Katholiek Onderwijs
Op 1 juli 2004 volgde ze kanunnik André De Wolf op als directeur-generaal van het Vlaams Secretariaat van het Katholiek Onderwijs (VSKO) en dit als eerste vrouw en niet-geestelijke. Vanaf 2005 scoorde ze hoog op de ranglijst van 25 machtigste vrouwen in Vlaanderen. Tien jaar lang was ze een van de belangrijkste figuren in het Vlaams onderwijslandschap.
Bij haar aanstelling in 2004 wees ze er in een interview tijdens het televisieprogramma Nachtwacht op dat leerkrachten in het katholiek onderwijs loyaal moeten staan tegenover het project, de leer en de standpunten van de Kerk, en dat leerkrachten die in het huwelijk traden met een persoon van hetzelfde geslacht "voor commotie konden zorgen" en dat zoiets "problemen kon geven" (voor de betrokkenen), uitspraken die haar veel kritiek opleverden, onder meer omdat op dat moment het homohuwelijk al wettelijk was in België.  Anderzijds stelde ze in 2005 met klem dat "als de paus zich uitspreekt tegen homo's dit schandalig was". In 2006 stelde zij de schooldirecties van de meer dan 2000 Vlaamse katholieke scholen de mogelijkheid voor tijdelijk mensen zonder papieren op te vangen in de schoolgebouwen.
Op 3 december 2007 stelde ze, nadat de Congregatie voor de Katholieke Opvoeding het document Samen opvoeden in de katholieke school gepubliceerd had, dat het bij de studiekeuze in de katholieke scholen normaal is dat de vrijzinnige Vrije Universiteit Brussel niet wordt aangeprezen: "We gaan toch geen promotie maken voor een universiteit waarvan de inspiratie haaks staat op de onze?". Waarna ze tevens stelde: "Katholieke scholen kunnen aan de zesdejaars wel het hele aanbod laten zien. Maar ze geven daarbij wel hun voorkeur, en dat zijn de hogescholen die dezelfde inspiratie hebben als de katholieke scholen." Toenmalig onderwijsminister Frank Vandenbroucke betreurde die uitspraak maar bevestigde wel dat 'het belang van de levensbeschouwelijke invalshoek beklemtoond kan worden.'
Op 8 juli 2013 verklaarde ze dat men geen beroep meer wil doen op het lesaanbod van de katholieke vereniging Pro Vita die opkomt voor de cultuur van het leven. Er wordt een inventarisatie gemaakt van scholen die beroep doen op Pro Vita, waarna deze zullen overschakelen op lessen rond seksualiteit die aangeboden worden door het katholieke onderwijsnet en de vzw Sensoa.
Op 1 augustus 2012 deed van Hecke de uitspraak dat iedereen een tweede kans verdient, dus ook Michelle Martin.
Op 15 februari 2012 sprak de rechtbank van eerste aanleg van Brussel een hard vonnis uit tegen het Vlaams Secretariaat van het Katholiek Onderwijs. Als verantwoordelijke, na persoonlijke verschijning voor de arbeidsrechtbank, hoorde Van Hecke zich veroordelen wegens het pesten van twee VSKO-werknemers, onwettig optreden bij het afhandelen van hun pestklacht en schending van hun auteursrecht. Een arrest van het hof van beroep d.d. 22 april 2016 bevestigde het vonnis van de eerste rechter (Ger. dossier 2012/AR/1674).
Tijdens haar afscheidsviering op 23 mei 2014 in het ICC te Gent werd haar door bisschop Johan Bonny, referendaris voor het Vlaamse onderwijs, uit naam van paus Franciscus, het ereteken opgespeld van Commandeur in de Silvesterorde, een van de vijf pontificale ridderorden. Op 1 september 2014 werd ze opgevolgd door Lieven Boeve, decaan theologie van de KU Leuven.

### Schepen in Gent
In maart 2017 droeg CD&V Van Hecke voor als lijsttrekker werd voor de lokale verkiezingen van 2018 in Gent. Met 8,8% van de stemmen leed haar partij licht verlies maar in de strijd om de burgemeesterssjerp sloot Open Vld'er Mathias De Clercq er na de verkiezingen een verbond mee. Vanaf 2019 geraakte de CD&V zo in het stadsbestuur met Van Hecke als enige schepen. Ze werd bevoegd voor Burgerzaken en Protocol. In november 2020 raakte bekend dat Van Hecke in december dat jaar in de Gentse gemeentepolitiek verlaat en in haar ambt van haar schepen opgevolgd wordt door Isabelle Heyndricx.
| Verkiezing              | Kieskring | Datum           | Lijst | Plaats op lijst | Voorkeursstemmen | Uitslag      | Partijuitslag binnen kieskring |
| ----------------------- | --------- | --------------- | ----- | --------------- | ---------------- | ------------ | ------------------------------ |
| Gemeenteraadsverkiezing | Gent      | 14 oktober 2018 | CD&V  | 1e plaats       | 4148             | 1e titularis | 8,82%                          |
| Gemeenteraadsverkiezing | Gent      | 13 oktober 2024 | CD&V  | 51e plaats      | 673              | 1e opvolger  | 8,6%                           |

### Latere carrière
In maart 2015 werd Van Hecke in navolging van Nelly Maes voorzitster van het Vlaams Vredesinstituut. Jan Peumans volgde haar in maart 2020 op.
Bij de Gentse gemeenteraadsverkiezingen van oktober 2024 stond Van Hecke opnieuw op de CD&V-lijst als medelijstduwer. Ze raakte echter niet verkozen.

## Persoonlijk
Ze woont in het centrum van Gent (tot 2014 in Beervelde), is gehuwd en heeft vier kinderen.

## Eerbetoon
- 2004: ereburger van Lochristi[21]
- 2013: APT-prijs
- 2014: Commandeur in de Silvesterorde
- 2015: Groot Ereteken van de Vlaamse Gemeenschap.[22]